# Planteforædling
Planteforædling er en proces, hvorved der bevidst udvikles nye genetisk forbedrede planter. Udviklingen sker gennem kunstig selektion ved parring af eksisterende planter med andre individuelle planter, hvorved der fremkommer planter med de ønskede egenskaber.
Planteforædling har været benyttet af mennesket gennem mange tusinde år, men med Gregor Mendels udviking af arvelighedslæren blev planteforædlingen sat i system. Udviklingen af teknik til gensplejsning har givet yderligere muligheder for planteforædling.

## Eksterne links
- Den store Danske